# Acronema hookeri
Acronema hookeri är en flockblommig växtart som först beskrevs av Charles Baron Clarke, och fick sitt nu gällande namn av H.Wolff. Acronema hookeri ingår i släktet Acronema och familjen flockblommiga växter.

## Underarter
Arten delas in i följande underarter:
- A. h. graminifolium
- A. h. hookeri